# Amram Gaon
Amram Gaon (em hebraico:  עמרם גאון, ou Amram bar Sheshna, em hebraico:   עמרם בר רב ששנא, ou às vezes: Amram ben Sheshna ou Amram b. Sheshna; morto em 875) foi um famoso Gaon ou presidente da Academia talmúdica de Sura no século IX. Foi o autor de muitas Responsas, mas seu trabalho principal foi litúrgico.
Foi o primeiro a organizar uma liturgia completa para a sinagoga. Seu Livro de Orações (Siddur Rab Amram ou Seder Rav Amram), que tomou a forma de uma longa responsum para os judeus da Espanha, ainda existe e foi uma influência importante para a maioria dos ritos atuais em uso entre os judeus.

## Vida
Amram foi aluno de Natronai II, Gaon de Sura, e foi excepcionalmente homenageado com o título de Gaon durante a vida de seu mestre. Após a morte de Natronai, cerca de 857, o título completo e dignidades do gaonato foram conferidos a Amram, e ele os deteve até sua morte. É autor de cerca de 120 responsas (a maior parte publicada em Salônica, em 1792, na coleção intitulada "Sha'are Tzedek") abrangendo quase todos os departamentos de jurisprudência judaica. Elas são de grande valor ao proporcionar uma visão sobre a personalidade de Amram, bem como sobre as condições religiosas entre os judeus daquela época. As seguintes decisões servirão de ilustração: os juros não devem ser exigidos, nem mesmo dos não judeus, até mesmo os lucros menores que o Talmude designa como "a poeira dos lucros", estes sendo permitido somente quando habituais nos círculos de negócios não judeus ("Sha'are Tzedek," iv. 2, 20, 40). É característico do método de Amram evitar o extremo rigor; ele decide que um escravo que abraçou o judaísmo, mas que deseja adiar a circuncisão necessária até que ele se sinta forte o suficiente para ela, não deve ser apressado (ib. iv. 6, 11). Ele combate a superstição, e se coloca quase em oposição ao Talmude, quando protesta que não há sentido no jejum por causa de pesadelos, desde que a verdadeira natureza dos sonhos não seja conhecida. As regras de Amram relativas à metodologia do Talmude são de valor considerável.

## Seder Rav Amram
Mas o trabalho mais importante de Amram, que o marcou como um dos mais proeminentes dos gueonim antes de Saadia, é o seu "Livro de Orações", o chamado "Siddur Rab Amram". Amram foi o primeiro a organizar uma liturgia completa para uso na sinagoga e em casa. Seu livro constitui a base das liturgias hispano-portuguesa e germano-polonesa, e exerceu grande influência sobre a prática religiosa judaica e cerimonial por mais de mil anos, uma influência que, até certo ponto ainda é sentida nos dias de hoje. Amram não se contentou em dar apenas o texto das orações, mas também em uma espécie de comentário de execução adicionou muitos regulamentos talmúdicos e gaônicos que lhes dizem respeito e às suas cerimônias aliadas. Seu "Livro de Orações", que se tornou familiar pelas muitas citações feitas a ele pelos escritores litúrgicos da Idade Média, e que serviu de modelo para os rituais de orações de Saadia e Maimônides, foi publicado completo pela primeira vez em Varsóvia, no ano de 1865, por N. N. Coronel, sob o título de "Seder Rab Amram Gaon".
O trabalho como publicado é composto de duas partes. A segunda parte contém as selichot (orações propiciatórias) e pizmonim (poemas litúrgicos) para o mês de Elul, para o Ano Novo e o Dia da Expiação, certamente não é obra de Amram, mas parece pertencer a um período muito posterior. Mesmo a primeira parte, que contém as orações propriamente ditas, é cheia de interpolações, algumas das quais, como a "kedushá" (santificação) para orações privadas são evidentemente, adições posteriores nos manuscritos. Nem muito peso pode ser atribuído às partes do livro que são especificamente dadas sob o nome de Amram; muitas das explicações não são, certamente dele, mas de copistas acadêmicos que anexaram seu nome aos deles, falando dele na terceira pessoa. Estas explicações das orações não fazem qualquer referência a quaisquer fontes a não ser das seguintes: Natronai II, o professor de Amram (17 vezes), Shalom, o predecessor de Natronai no gaonato (7 vezes), Judá, Paltoi, Zadoque, e Moisés, gueonim antes de Amram (uma vez cada) Cohen Tzedek (duas vezes), Nahshon e Tzemach, contemporâneos de Amram (duas vezes cada), e Nathan de data desconhecida. A única fonte mencionada de data posterior a de Amram é Saadia (p. 4b). Isso indica que as adições ao texto das orações devem ter se originado no tempo de Amram. A certeza sobre este assunto, no entanto, só pode ser obtida pela comparação do texto impresso com os manuscritos; que de Almanzi, de acordo com as amostras dadas por Luzzatto, varia consideravelmente a partir do texto impresso. Israel ben Todros (1305) menciona alguns azharot como tendo sido composto por Amram; mas nenhum vestígio deles atualmente pode ser encontrado.

### O texto
Nenhum dos primeiros manuscritos deste livro de orações sobrevive, e manuscritos posteriores parecem ser fortemente editados em conformidade com os ritos em uso no momento. Portanto, não se pode determinar as palavras exatas preferidas por Amram Gaon. A prova disto é:
- Os manuscritos diferem muito entre si
- O texto das orações está muitas vezes em desacordo com a responsa que sobreviveu de Natronai Gaon e de outras autoridades contemporâneas, e, ocasionalmente, até mesmo com o comentário haláquico do próprio sidur
- Existem muitos casos em que uma autoridade posterior, tal como o Sefer ha-Manhig de Abraham ben Nathan ou David Abudirham, argumenta para o texto A "conforme prescrito por Amram Gaon" contra o texto B "encontrado no uso popular", mas a versão atual de Amram Gaon mostra o texto B.

### Relação com os ritos atuais
O Seder Rav Amram foi originalmente enviado para as comunidades da Espanha, em resposta a um pedido de orientação sobre as leis de oração. Porém, ele parece nunca ter sido adotado por elas como uma lei, embora respeitadas as decisões individuais haláquicas nele contidas. Pelo contrário, elas parecem tê-lo editado para atender às suas próprias necessidades, de modo que o texto dos manuscritos e a versão impressa muitas vezes refletem as primeiras versões do rito espanhol. Em certos aspectos, estes eram diferentes do rito sefardita em uso hoje e mais próximo de outros antigos ritos europeus, como o provençal, italiano e francês antigo, que refletem diferentes graus de influência palestina. O rito sefardita posterior foi revisado para trazê-lo para mais perto em conformidade com a jurisprudência dos códigos haláquicos, os quais muitas vezes refletem as opiniões dos gueonim, e é, portanto, de caráter mais puramente babilônico: assim, paradoxalmente, ele se afastou da atual redação do Seder Rav Amram e do que foi, presumivelmente, sua formulação original.
Por outro lado, o Seder Rav Amram, então editado, foi uma das principais fontes utilizadas na padronização do rito asquenaz, que já era semelhante à antiga família europeia. Por esta razão, para um leitor moderno o texto do Seder Rav Amram parece muito mais próximo de um texto asquenaze do que um sefardita, um fato que enganou Moses Gaster ao acreditar que o rito asquenaz baseou-se na Babilônia, enquanto o rito sefardita era essencialmente palestino.

### Textos publicados do Sidur
- Seder Rab Amram, ed. Coronel: Varsóvia 1865
- Seder Rav Amram Gaon, ed. Hedegard: Lund 1951
- Seder Rav Amram Gaon, ed. Goldschmidt: Jerusalém 1971
- Seder Rav Amram Gaon, ed. Kronholm: Lund 1974
- Seder Rav Amram Gaon, ed. Harfenes: Bene Berak 1994